# Iridopsis gaujoni
Iridopsis gaujoni är en fjärilsart som beskrevs av Louis Beethoven Prout 1934. Iridopsis gaujoni ingår i släktet Iridopsis och familjen mätare. Inga underarter finns listade i Catalogue of Life.